# Groupe Guardian Media
Pour les articles homonymes, voir GGM et GMG.
Le Guardian Media Group (GMG) est une société britannique possédant The Guardian et ses deux publications sœurs The Observer et The Manchester Evening News.
Le Guardian Media Group est intégralement détenu par le Scott Trust, une fondation indépendante qui a pour unique mission de protéger l'indépendance des journalistes.  C'est une exception dans les médias britanniques, souvent détenus par de grandes entreprises ou de grandes fortunes. 
Depuis juin 2015, le directeur du groupe est David Pemsel.

## Histoire
La société a été fondée en tant que Manchester Guardian Ltd en 1907 quand Scott Trust a acheté le Manchester Guardian de la succession de son cousin Edward Taylor. Elle prit ensuite le nom de Manchester Guardian and Evening News Ltd à la suite du rachat du Manchester Evening News en 1924, devenant ensuite la Guardian and Manchester Evening News Ltd pour refléter le changement de titre du quotidien du matin. Elle a adopté son nom actuel en 1993. 
En janvier 2014, Guardian Media Group annonce la vente de sa filiale Trader Media Group détenu à 50,1 % au fond d'investisseur Apax Partners pour 600 millions de livres.

## GuardianFilms
En 2003, The Guardian a créé la société GuardianFilms, dirigée par le journaliste primé Maggie O'Kane. Une grande partie de la société est la production de documentaires pour la télévision - et il a inclus' Salam Pax 's' Bagdad Blogger pour BBC Two quotidien phare Newsnight, dont certaines ont été projetés dans les compilations par CNN International, Sex sur les rues et Spiked, à la fois Prises pour la UK's Channel 4 télévision.

## Radio
Les stations de radio sont contrôlées par le groupe de la subdivision, GMG Radio.

## Actif du groupe
- Journaux nationaux
  - The Guardian
  - The Observer

- Journaux Internationaux / magazines
  - The Guardian Weekly
  - Guardian Monthly
  - Money Observer

- Sites Web
  - Guardian Unlimited
  - Guardian Abroad
  - Guardian America

- Journaux Locaux
  - Accrington Observer
  - Asian News
  - Bracknell & Ascot Times
  - Glossop Advertiser
  - Heywood Advertiser
  - Macclesfield Express
  - Macclesfield Times
  - Middleton Guardian
  - Manchester Evening News
  - Manchester Metro News
  - North East Manchester Advertiser
  - Oldham Advertiser
  - Prestwich Advertiser
  - Reading Evening Post
  - Rochdale Observer
  - Rossendale Freepress
  - Salford Advertiser
  - South Manchester Reporter
  - Stockport Express
  - Stockport Times East
  - Stockport Times West
  - Surrey Advertiser
  - Tameside Advertiser
  - Wilmslow Express
  - Wokingham Times

- Radio
  - Smooth Radio Network
    - 102.2 Smooth Radio
    - 100.4 Smooth Radio
    - 105.2 Smooth Radio
    - 105.7 Smooth Radio
    - 106.6 Smooth Radio
    - 97.5 Smooth Radio

  - jazzfm.com
  - Century Network
    - 100-102 Century FM (North East England)
    - 105.4 Century FM (North West England)
    - Century Digital (Birmingham)

  - Real Radio - commercial stations broadcast on FM and Internet
    - Real Radio (Yorkshire)
    - Real Radio (Scotland)
    - Real Radio (South Wales)

  - Rock Radio (formerly Q96)

- Télévision
  - Channel M
  - GuardianFilms